# Occhiobello

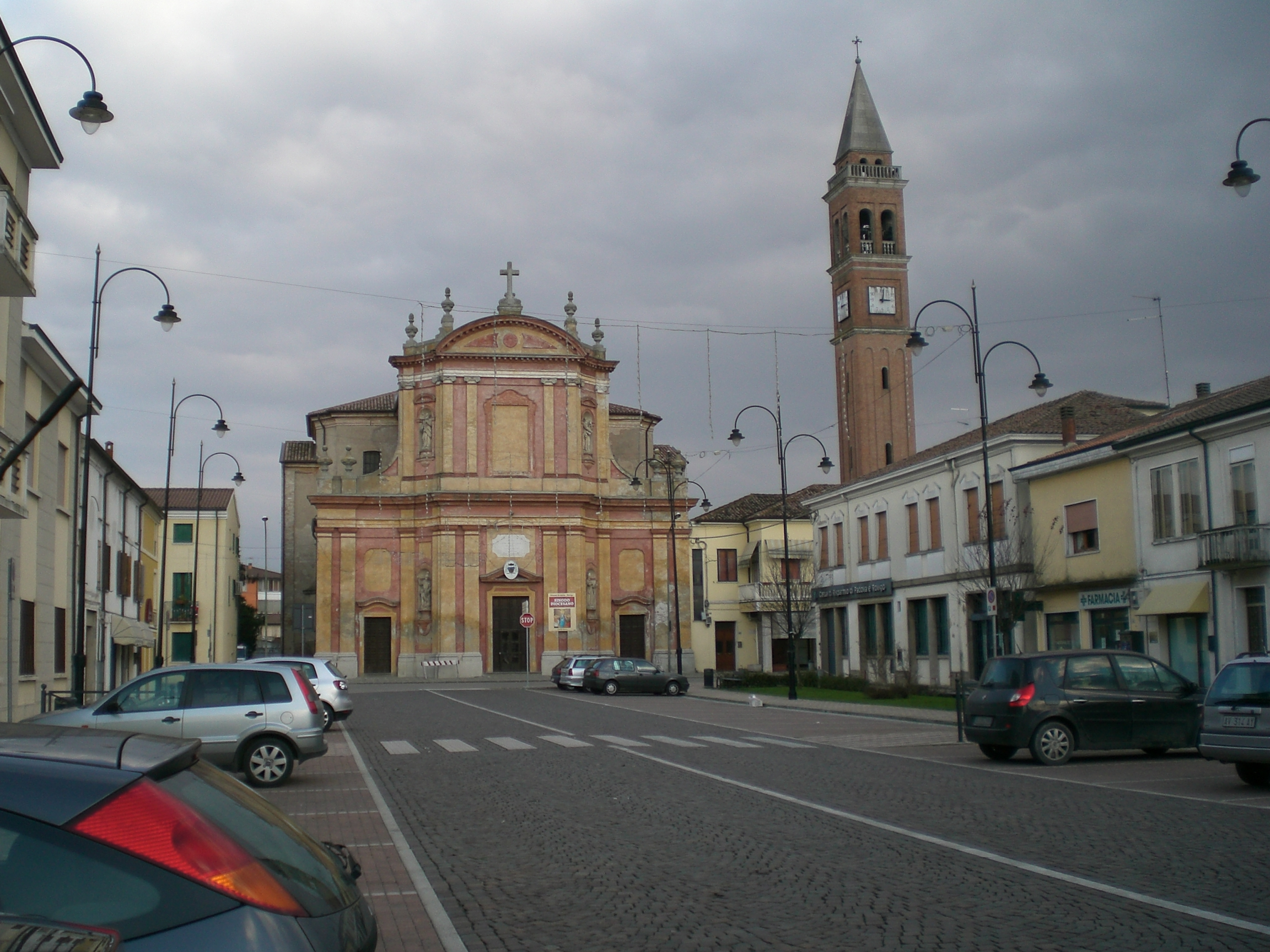
Kerk

Occhiobello is een gemeente in de Italiaanse provincie Rovigo (regio Veneto) en telt 10.533 inwoners (31-12-2004). De oppervlakte bedraagt 32,6 km2, de bevolkingsdichtheid is 323 inwoners per km2.
De volgende frazioni maken deel uit van de gemeente: S.Maria Maddalena en Gurzone.

## Demografie
Occhiobello telt ongeveer 4329 huishoudens. Het aantal inwoners steeg in de periode 1991-2001 met 8,6% volgens cijfers uit de tienjaarlijkse volkstellingen van ISTAT.
| Jaar | Inwoneraantal |
| ---- | ------------- |
| 1991 | 9190          |
| 2001 | 9979          |

## Geografie
De gemeente ligt op ongeveer 8 m boven zeeniveau.
Occhiobello grenst aan de volgende gemeenten: Canaro, Ferrara (FE), Fiesso Umbertiano en Stienta.